# Epimeteusz
Epimeteusz (gr. Ἐπιμηθεύς Epimētheús, łac. Epimetheus „wstecz myślący”) – jeden z tytanów w mitologii greckiej.
Uchodził za syna Japeta i Klimene lub Azji, był bratem Atlasa, Prometeusza i Menojtiosa. Był ojcem Pyrry. Mimo ostrzeżeń Prometeusza poślubił Pandorę, która była zesłaną przez bogów pierwszą kobietą. Za jej namową otworzył jej puszkę i tym sprowadził na ludzkość wszelkie nieszczęścia.
Jego imieniem nazwano jeden z księżyców Saturna – Epimeteusz.